# Jimmie Dale Gilmore
Jimmie Dale Gilmore (Amarillo, 6 de mayo de 1945) es un cantautor, actor y productor estadounidense de country, que reside actualmente en Austin, Texas.

## Biografía
Gilmore es nativo del Mango de Texas, nació en Amarillo y se crio en Lubbock, Texas. Sus primeras influencias musicales fueron Hank Williams y el honky tonk que tocaba su padre. En la década de 1950, estuvo expuesto al rock and roll emergente de otros tejanos como Roy Orbison y Buddy Holly, nativo de Lubbock, así como a Johnny Cash y Elvis Presley, los dos últimos en la alineación de un concierto al que asistió en 15 de octubre de 1955 en el Fair Park Coliseum de Lubbock. En la década de 1960 fue influenciado por The Beatles y Bob Dylan y el resurgimiento de la música folk y el blues.
Con Joe Ely y Butch Hancock, Gilmore fundó The Flatlanders. El grupo ha interpretado de manera intermitente desde 1972. El primer proyecto de grabación de la banda, de principios de la década de 1970, apenas se distribuyó. Desde entonces ha sido reconocido, a través de la reedición de Rounder de 1990 (More a Legend Than a Band), como un hito del country alternativo y progresista. Los tres amigos continuaron reuniéndose para presentaciones ocasionales de The Flatlanders, y en mayo de 2002, lanzaron un álbum de reunión, Now Again, en New West Records. Desde entonces han lanzado cuatro álbumes.
Gilmore asistió brevemente a la Texas Tech University y pasó gran parte de la década de 1970 en un áshram en Denver, Colorado, estudiando metafísica con el gurú indio Prem Rawat, conocido también como Maharaji. En la década de 1980, se mudó a Austin, donde lanzó su primer álbum en solitario, Fair and Square, en 1988. Desde entonces ha lanzado otros ocho álbumes. En 1994, Gilmore se asoció con Willie Nelson para contribuir al álbum benéfico contra el SIDA Red Hot + Country, producido por la Red Hot Organisation.
Gilmore actuó en la película de 1993 de Peter Bogdanovich The Thing Called Love, una historia de amor sobre jóvenes compositores de Nashville. También tuvo un pequeño papel en la película de 1998 The Big Lebowski, donde interpretó a Smokey, un jugador de bolos y pacifista envejecido. También ha sido invitado en programas como The Tonight Show, con el presentador Jay Leno, Late Show with David Letterman y A Prairie Home Companion en NPR. La canción de Gilmore "Braver Newer World" aparece en la película de Noah Baumbach de 1995 Kicking and Screaming. Su versión de "Mack the Knife" del álbum One Endless Night está en la banda sonora de la película de Jacques Audiard de 2009, Un Prophète.
Gilmore ha sido nominado a tres premios Grammy, Mejor Álbum de Folk Contemporáneo por Spinning Around The Sun en 1993, Mejor Álbum de Folk Contemporáneo Braver Newer World en 1996 y Mejor Álbum de Folk Tradicional Come On Back en 2005. Ha participado en numerosas ocasiones en el Festival Austin City Limits.

## Discografía

### Álbumes de estudio
- Fair and Square (1988)
- Jimmie Dale Gilmore (1989)
- After Awhile (1991)
- Spinning Around the Sun (1993)
- Braver Newer World (1996)
- One Endless Night (2000)
- Come on Back (2005)
- Heirloom Music (con The Wronglers) (2011)
- From Downey to Lubbock (con Dave Alvin) (2018)

### Álbumes en vivo
- Two Roads: Live In Australia (con Butch Hancock)  (1990)

### Compilaciones
- Jimmie Dale Gilmore / Fair And Square (1989)
- Don't Look for a Heartache (2004)

### EPs
- Mudhoney • Jimmie Dale Gilmore (1994)
- Rhino Hi-Five: Jimmie Dale Gilmore (2006)